# Іст-Бруклін (Коннектикут)
Іст-Бруклін (англ. East Brooklyn) — переписна місцевість (CDP) в США, в окрузі Віндем штату Коннектикут. Населення — 2205 осіб (2020).

## Географія
Іст-Бруклін розташований за координатами 41°47′31″ пн. ш. 71°54′23″ зх. д. / 41.79194° пн. ш. 71.90639° зх. д. (41.791973, -71.906485).  За даними Бюро перепису населення США в 2010 році переписна місцевість мала площу 4,48 км², з яких 4,40 км² — суходіл та 0,08 км² — водойми.

## Демографія
Згідно з переписом 2010 року, у переписній місцевості мешкало 1638 осіб у 718 домогосподарствах у складі 419 родин. Густота населення становила 366 осіб/км².  Було 806 помешкань (180/км²).
Расовий склад населення:
| - 92,6 % — білих - 2,4 % — чорних або афроамериканців - 2,0 % — азіатів - 0,4 % — корінних американців |

До двох чи більше рас належало 2,1 %. Частка іспаномовних становила 4,8 % від усіх жителів.
За віковим діапазоном населення розподілялося таким чином: 23,8 % — особи молодші 18 років, 61,1 % — особи у віці 18—64 років, 15,1 % — особи у віці 65 років та старші. Медіана віку мешканця становила 37,0 року. На 100 осіб жіночої статі у переписній місцевості припадало 81,8 чоловіків;  на 100 жінок у віці від 18 років та старших — 78,5 чоловіків також старших 18 років.
Середній дохід на одне домашнє господарство  становив 52 779 доларів США (медіана — 51 964), а середній дохід на одну сім'ю — 57 596 доларів (медіана — 47 414). Медіана доходів становила 36 432 долари для чоловіків та 51 833 долари для жінок. За межею бідності перебувало 26,9 % осіб, у тому числі 48,6 % дітей у віці до 18 років та 18,8 % осіб у віці 65 років та старших.
Цивільне працевлаштоване населення становило 756 осіб. Основні галузі зайнятості: освіта, охорона здоров'я та соціальна допомога — 19,2 %, роздрібна торгівля — 18,7 %, виробництво — 18,1 %.